# Торре-Больдоне
Торре-Больдоне (итал. Torre Boldone) — коммуна в Италии, располагается в регионе Ломбардия, подчиняется административному центру Бергамо.
Население составляет 7758 человек, плотность населения составляет 2586 чел./км². Занимает площадь 44 км². Почтовый индекс — 24020. Телефонный код — 035.
Покровителем населённого пункта считается святитель Мартин Турский. Праздник ежегодно празднуется 11 ноября.